# Mohamed Hussein Tantawi
Mohamed Hussein Tantawi Soliman (en árabe: محمد حسين طنطاوى سليمان; El Cairo, 31 de octubre de 1935-Ib., 21 de septiembre de 2021) fue un militar y político egipcio. Jue el jefe de Estado de facto desde el derrocamiento del presidente Hosni Mubarak el 11 de febrero de 2011 hasta la toma de posesión de Mohamed Morsi como presidente de Egipto el 30 de junio de 2012. 
El 11 de febrero de 2011 asumió de forma interina la Jefatura del Estado como Presidente del Consejo Supremo de las Fuerzas Armadas, hasta la asunción del sucesor democráticamente electo, Mohamed Morsi. Tiene el rango de mariscal de Campo y ha servido en el gobierno de Egipto como ministro de Defensa y Producción Militar desde 1991 hasta 2012; durante ese periodo fue, además, comandante en jefe del Ejército egipcio.

## Ejército de Egipto
Tantawi ha servido en la infantería desde el 1 de abril de 1956; participó en las guerras de 1956, 1967 y 1973. Ocupó varios cargos y fue designado agregado militar en Pakistán. Tras la destitución del teniente general Yousef Sabry Abo Taleb, Tantawi fue nombrado ministro de Defensa y Producción Militar y comandante en jefe de las Fuerzas Armadas de Egipto el 20 de mayo de 1991; se convirtió en el primer egipcio desde 1989 con el rango de Mariscal de Campo. En ese período, también participó en la primera guerra del Golfo al lado de la coalición encabezada por Estados Unidos.
Tantawi ha servido como Comandante de la Guardia Presidencial y Director de la Autoridad de Operaciones de las Fuerzas Armadas.

## Presidente interino de Egipto
A partir de 2011, Tantawi es visto como un posible contendiente a la presidencia de Egipto. En medio de las protestas de Egipto 2011, Tantawi fue ascendido al rango de vice primer ministro, aunque conservó la cartera de Defensa, el 31 de enero de 2011.
El 11 de febrero de 2011 el presidente Hosni Mubarak, renunció y transfirió la competencia al Consejo Supremo de las Fuerzas Armadas, dirigido por Tantawi. El Consejo se pronunciará con el Presidente del Tribunal Constitucional Supremo, Farouk Sultan, y puede disolver el Parlamento de Egipto.
La última semana antes de las elecciones legislativas de noviembre, se suscitaron en El Cairo fuertes protestas en contra del gobierno militar. El gabinete renunció, pero Tantawi continuó gobernando.

## La transición a la democracia
En mayo de 2012 se celebraron elecciones presidenciales, en las que se eligió al sucesor de Tantawi como jefe de Estado. El 30 de junio asumió el nuevo presidente, Mohamed Morsi.
El 12 de agosto, Morsi decidió el pase a retiro de Tantawi y su cese como ministro de Defensa. Fue condecorado con la Orden del Nilo y nombrado asesor presidencial; se especula que, detrás de esto, hay un pacto concertado para que ceda poder a cambio de inmunidad.
Falleció el 21 de septiembre de 2021, después de estar en un mal estado de salud.